# Уилсон, Джеки
Дже́ки Уи́лсон (англ. Jackie Wilson, 9 июня 1934 — 21 января 1984) — афроамериканский певец из Детройта, работавший на стыке ритм-энд-блюза и рок-н-ролла. Полное имя — Джек Лерой Уилсон младший (англ. Jack Leroy Wilson, Jr.)
Первую вокальную группу Джеки Уилсон создал в 17 лет. После неоднократной смены состава она стала называться The Dominoes. Вместе со своей группой он участвовал в знаменитом шоу Алана Фрида «Бал лунного пса» в марте 1953 года, которое было организовано в Кливленде на стадионе «Арена», вмещавшем 10 000 зрителей. Даже великий Элвис Пресли подражал Уилсону, а Майкл Джексон считал его своим учителем танцев. Принял иудаизм.
Лучшие записи Уилсона были написаны и спродюсированы в конце 1950-х детройтцем Берри Горди — будущим основателем гиганта звукозаписи «Motown Records». Зародыш фирменного мотауновского звучания чувствуется в таких песнях Уилсона, как вышедшая синглом в марте 1958 года «Lonely Teardrops» (1-е место в чартах чёрной музыки, 7-е место в Billboard Hot 100), а также более поздних «A Woman, A Lover, A Friend» и «Night».
Уилсон имел репутацию «бабника». В 1961 году одна из преследовавших его фанаток нанесла ему тяжёлое огнестрельное ранение. Певец на несколько лет выбыл из шоу-бизнеса и потому не попал в число артистов создававшейся в то время фирмы «Мотаун». Он вернулся на сцену в разгар «британского вторжения», когда характерный для него стиль исполнения казался уже старомодным. В конце 1960-х годов чикагский продюсер Карл Дэвис помог Уилсону сделать несколько записей в более современной манере.
В 1975 год после исполнения «Lonely Teardrops» Джеки Уилсон потерял сознание и впал в кому, из которой уже не вышел. Лечение Уилсона вплоть до своей собственной смерти оплачивал его близкий друг Элвис Пресли. Джеки Уилсон всегда сильно выкладывался на своих живых выступлениях, заряжая публику энергией. Студийные записи с типичными для 1950-х поп-аранжировками дают менее полное представление о масштабе его вокального таланта.
Специалисты по истории поп-музыки высоко ценят «чёрного Элвиса»: так, в ноябре 2008 года журнал Rolling Stone поставил его на 26-е место в списке величайших вокалистов эпохи рок-н-ролла. При создании в 1987 году Зала славы рок-н-ролла в него сразу же было занесено имя Джеки Уилсона. Истинные размеры его таланта и вклада в развитие музыки становятся более понятными с увеличением исторической дистанции.